# 태산군
태산군(泰山郡)은 중국의 옛 군이다.

## 전한
원래는 전한의 제후국 제나라의 영토로, 제 도혜왕에게 제나라를 봉할 당시에는 제남군과 제북군의 일부였다. 한서 지리지 주석에서는 고제가 설치했다 하나 왕국유는 《사기》 〈봉선서〉에서 제북왕(당시의 제북왕은 식왕 유호)이 천자에게 봉선을 위해 자기 영내(제북국)의 태산과 그 주변을 바쳤다는 구절을 들어 이때에 비로소 설치됐다고 했다. 주진학도 같은 근거로 원수 원년(기원전 122년)에 봉선을 위해 제북왕에게서 받은 태산 주변 땅과 제남군의 남부를 합쳐 태산군을 신설했다고 했다. 이후 기원전 87년에 제북왕 유관이 난행 때문에 자결을 명받고 제북나라가 폐해지면서 남은 제북나라의 속현을 흡수했다.
연주자사부에 속했다. 원시 2년(2년)의 인구조사에 따르면 17만 2816호, 72만 6604명이 있었다. 아래의 속현 목록은 한서 지리지를 따른 것으로 원연 · 수화 지간(기원전 8년)의 현황으로 여겨진다. 치소는 봉고현으로 한서 〈지리지〉의 일반적 서술 경향과 《강수주》로 입증된다. 오늘날의 타이안 시 중부·동부 일대를 중심으로 하며 지난시 서남, 라이우 시, 쯔보 시 이위안 현 근처, 린이 시 멍인 현 근처 일대도 포함한다.
| 현명     | 한자     | 대략적 위치                            | 비고 |
| -------- | -------- | -------------------------------------- | --- |
| 봉고현   | 奉高縣   | 타이안시 다이웨구 범진(范鎭)           | 무제가 원봉 2년(기원전 109년)에 조성한 명당(明堂)이 있다. 공관(工官)이 있다. |
| 박현     | 博縣     | 타이안시 타이산구 구현촌(舊縣村) 일대  | 태산묘(泰山廟)가 있고, 서북에 대산(岱山)이 있다. |
| 치현     | 茬縣     | 지난시 창칭구 남동 장하진(張夏鎭)      | 응소에 따르면 치산(茬山)이 동북에 있다. |
| 노현     | 盧縣     | 지난시 창칭구 남서 광리촌(廣里村) 일대 | 도위가 다스린다. 제북왕의 도읍이었다. |
| 비성현   | 肥成縣   | 타이안시 페이청시                      | 응소에 따르면 비 자작국이었다. |
| 이구현   | 虵丘縣   | 타이안시 다이웨구 고현점촌(古縣店村)   | 수향(隧鄕)이 있는데 옛 수(隧)나라다. |
| 강현     | 剛縣     | 타이안시 닝양현 강성진(罡城鎭)         | 옛 천(闡)이다. |
| 시후국   | 柴侯國   | 타이안시 신타이시 시성촌(柴城村) 일대  | |
| 갑현     | 蓋縣     | 쯔보시 이위안현 개야촌(盖冶村)         | 임악산(臨樂山)에서 수수(洙水)가 발원해 지수(池水 - 사수泗水의 오기로 보임)로 흘러들어간다. 또 기수(沂水)가 남쪽에서 하비에 이르러 사수로 들어가는데, 네 군(태산·낭야·성양·동해)을 지나 6백 리를 다니며 청주를 적신다. |
| 양보현   | 梁父縣   | 타이안시 신타이시 동량장(東良庄)       | |
| 동평양현 | 東平陽縣 | 신타이시                               | |
| 남무양현 | 南武陽縣 | 린이시 핑이현                          | 관석산(冠石山)이 있어 치수(治水)가 흘러나와 남으로 하비에 이르러 사수로 들어가는데, 두 군을 지나 940리를 다닌다. |
| 내무현   | 萊蕪縣   | 쯔보시 쯔촨구 남 악명촌(岳明村) 일대   | 원산(原山)에서 치수(甾水)가 나와서 동으로 박창(博昌)에 이르러 제수(泲水)로 들어가 유주를 적신다. |
| 거평현   | 鉅平縣   | 타이안시 닝양현 대문구진(大汶口鎭) 북  | 정정산사(亭亭山祠)가 있다. |
| 영현     | 嬴縣     | 라이우시 성자현촌(城子縣村)            | 철관이 있다. |
| 모현     | 牟縣     | 라이우시 강청구 신장진(新庄鎭) 일대    | 옛 부용국이다. |
| 몽음현   | 蒙陰縣   | 린이시 멍인현 대성자촌(大城子村)       | 《우공》(禹貢)의 몽산(蒙山)이 서남쪽에 있고, 사당이 있다. 전유국(顓臾國)이 몽산 아래에 있다. |
| 화현     | 華縣     | 린이시 페이현 고성리촌(古城里村)       | |
| 영양후국 | 寧陽侯國 | 타이안시 닝양현                        | |
| 승구현   | 乘丘縣   | 지닝시 옌저우구 서                     | |
| 부양후국 | 富陽侯國 | 타이안시 둥핑현 동                     | |
| 도산후국 | 桃山侯國 | 타이안시 닝양현 북동                   | |
| 도향후국 | 桃鄕侯國 | 지닝시 원상현                          | |
| 식후국   | 式侯國   | ?                                      | |

## 신나라
다음 현의 이름을 고쳤다.
| 전한           | 신         |
| -------------- | ---------- |
| 강(剛)         | 유(柔)     |
| 남무양(南武陽) | 환선(桓宣) |
| 몽음(蒙陰)     | 몽은(蒙恩) |
| 화(華)         | 익음(翼陰) |
| 영양(寧陽)     | 영순(寧順) |
| 도산(桃山)     | 포로(裒魯) |
| 도향(桃鄕)     | 장정(鄣亭) |

## 후한
140년(후한 순제 영화 5년)당시 태산군은 12성 8,929호 437,317명을 거느렸다.
| 현명       | 한자       | 대략적 위치                           | 비고                                                                                   |
| ---------- | ---------- | ------------------------------------- | -------------------------------------------------------------------------------------- |
| 봉고현     | 奉高縣     | 타이안시 다이웨구 범진(范鎭)          | 현 경내에 명당(明堂)이 있었다.                                                         |
| 박현       | 博縣       | 타이안시 타이산구 구현촌(舊縣村) 일대 | 현 경내에 태산묘(泰山廟), 구산(龟山), 용향성(龍鄕城), 현 서북쪽에 대산(岱山)이 있었다. |
| 양보후국   | 梁甫候國   | 타이안시 신타이시 동량장(東良庄)      | 전한의 양부현(梁父縣)이다. 현 경내에 도구취(菟裘聚)가 있었다.                          |
| 거평후국   | 鉅平候國   | 타이안시 닝양현 대문구진(大汶口鎭) 북 | 현 경내에 정선산(亭禪山), 양관정(陽關亭)이 있었다.                                     |
| 영현       | 嬴縣       | 라이우시 성자현촌(城子縣村)           | 철광석이 생산되었다.                                                                   |
| 산치후국   | 山茌候國   | 지난시 창칭구 남동 장하진(張夏鎭)     | 전한의 치현(茬縣)이다.                                                                 |
| 내무현     | 萊蕪縣     | 쯔보시 쯔촨구 남 악명촌(岳明村) 일대  | 현 경내에 원산(原山)이 있는데, 반수(潘水)가 여기서 나온다.                             |
| 갑현       | 蓋縣       | 쯔보시 이위안현 개야촌(盖冶村)        | 기수(沂水)가 흘러나온다.                                                               |
| 남무양후국 | 南武陽候國 | 린이시 핑이현                         | 현 경내에 전유성(颛臾城)이 있었다.                                                     |
| 남성현     | 南城縣     | 린이시 핑이현 동고현촌(東故縣村) 일대 | 본래 동해군의 속현이었다. 현 경내에 동양성(東陽城)이 있었다.                           |

## 서진
서진대 태산군은 11현 9,300호를 거느렸다. 영가의 난이후 후조의 석륵이 점령했다.
| 현명     | 한자     | 대략적 위치                             | 비고                               |
| -------- | -------- | --------------------------------------- | ---------------------------------- |
| 봉고현   | 奉高縣   | 타이안시 다이웨구 범진(范鎭)            | 현 서남쪽에 명당(明堂)이 있었다.   |
| 박현     | 博縣     | 타이안시 타이산구 구현촌(舊縣村) 일대   | 현 경내에 귀산(龜山)이 있었다.     |
| 영현     | 嬴縣     | 라이우시 성자현촌(城子縣村)             | 철광석이 생산되었다.               |
| 남성현   | 南城縣   | 린이시 핑이현 동고현촌(東故縣村) 일대   |                                    |
| 양보후국 | 梁父候國 | 타이안시 신타이시 동량장(東良庄)        |                                    |
| 산치현   | 山茌縣   | 지난시 창칭구 남동 장하진(張夏鎭)       | 치산(茌山)이 현 동북쪽에 있었다.   |
| 신태현   | 新泰縣   | 신타이시                                | 본래 평양현(平陽縣)이었다.         |
| 남무양현 | 南武陽縣 | 린이시 핑이현                           | 현 경내에 전유성(颛臾城)이 있었다. |
| 내무현   | 萊蕪縣   | 쯔보시 쯔촨구 남 악명촌(岳明村) 일대    | 현 경내에 원산(原山)이 있었다.     |
| 모현     | 牟縣     | 라이우시 강청구 신장진(新庄鎭) 일대     | 옛 모나라(牟國)이다.               |
| 거평현   | 鉅平縣   | 타이안시 닝양현 대문구진(大汶口鎭) 일대 | 현 경내에 양관정(陽關亭)이 있었다. |

## 송
유유가 후연을 공격하여 회수이북지방의 예주, 연주, 서주를 수복하며 진나라는 태산군을 수복했다. 이후 태산군은 연주의 속군으로 편제되었다.  명제시기 회수 이북지방이 북위로 넘어가면서 송나라는 태산군을 상실했다. 그 이전까지 태산군은 8현 8,177호 45,581명을 거느렸다.
| 현명   | 한자   | 대략적 위치                             | 민정   | 비고 |
| ------ | ------ | --------------------------------------- | ------ | ---- |
| 봉고현 | 奉高縣 | 타이안시 다이웨구 범진(范鎭)            | 령(令) |      |
| 거평현 | 鉅平縣 | 타이안시 닝양현 대문구진(大汶口鎭) 일대 | 령(令) |      |
| 영현   | 嬴縣   | 라이우시 성자현촌(城子縣村)             | 령(令) |      |
| 모현   | 牟縣   | 라이우시 강청구 신장진(新庄鎭) 일대     | 령(令) |      |
| 남성현 | 南城縣 | 린이시 핑이현 동고현촌(東故縣村) 일대   | 령(令) |      |
| 무양현 | 武陽縣 | 린이시 핑이현                           | 령(令) |      |
| 양보현 | 梁父縣 | 타이안시 신타이시 동량장(東良庄)        | 령(令) |      |
| 박현   | 博縣   | 타이안시 타이산구 구현촌(舊縣村) 일대   | 령(令) |      |

## 북위
469년(북위 헌문제 황흥 3년) 남성현, 신태현, 무양현의 3개 현이 동태산군으로 분리되었다. 태산군은 동태산군과 함께 연주의 속군으로 편제되었다가 529년(북위 효장제 영안 2년) 동태산군이 북서주로 분리되자 태산군만이 연주의 속군으로 편제되었다. 이후 태산군은 6현 26,800호 91,873명을 거느렸다. 수나라때 군현제가 폐지되고 주현제가 실시됨에 따라 연주에 통폐합되면서 사라졌다.
| 현명   | 한자   | 대략적 위치                           | 비고 |
| ------ | ------ | ------------------------------------- | --- |
| 거평현 | 鉅平縣 | 타이안시 닝양현 자요진(磁窯鎭)        | 469년(북위 헌문제 황흥 3년) 치소가 자요진 일대에 있던 거평성에서 평락성(平樂城)으로 옮겨졌다. 현 경내에 정정산사(亭亭山祠), 곽성(霍城), 양관성(陽關城), 거평성(鉅平城), 축구(祝丘), 방성(防城), 용산사(龍山祠)가 있었다. 556년(북제 문선제 천보 7년) 폐지되었다. |
| 봉고현 | 奉高縣 | 타이안시 다이웨구 범진(范鎭)          | 현 경내에 양보산(梁父山), 대악사(岱岳祠), 왕부산(玉符山), 고명당기(故明堂基)가 있었다. 586년(수 문제 개황 6년) 대산현(岱山縣)으로 개명되었다. |
| 박평현 | 博平縣 | 타이안시 타이산구 구현촌(舊縣村) 일대 | 본래 박현(博縣)이었는데 469년 지금의 이름으로 개명되었다. 현 경내에 박평성(博平城), 방성(防城), 용산사(龍山祠), 야수산(野首山), 모산사(牟山祠), 오자서의 사당(伍子胥廟)이 있었다.                                                                                |
| 영현   | 嬴縣   | 라이우시 묘산진(苗山鎭) 일대          | 469년 치소가 지금의 위치로 옮겨졌다. 현 경내에 마이산사(馬耳山祠)가 있는데 문수(汶水)가 그 일대에서 나온다. 또한 당부(唐阜), 영성(嬴城), 동치산(銅治山)이 있었다.                                                                                                |
| 모현   | 牟縣   | 라이우시 강청구 신장진(新庄鎭) 일대   | 현 경내에 내무성(萊蕪城), 평주성(平州城), 모성(牟城), 망석산(望石山)이 있었다. 556년 박평현에 통폐합되었다. |
| 양보현 | 梁父縣 | 타이안시 신타이시 천보채(天寶寨)      | 469년 치소가 옛 양부성에서 지금의 위치로 옮겨졌다. 현 경내에 도구택(菟裘澤), 양부성(梁父城), 귀산(龜山), 양속비(羊續碑), 정녀산사(貞女山祠), 운모산(雲母山)이 있었다.                                                                                            |

## 태수

### 전한
- 소육(성제 시기)
- 엄망(嚴望, 전한 말기)[13]
- 공사(애제 시기)
- 정현(丁玄, ? ~ 기원전 1년)[14]

### 후한
- 진준(28년 ~ ?)
- 주휘(원화 연간 ~ ?)
- 진총
- 두밀
- 원강
- 이고
- 황보규(환제 시기)
- 임준(환제 시기?)
- 장거(영제 시기?)
- 응소(189년 ~ 194년)
- 설제(194년 ~ ?)
- 양무(헌제 시기)
- 여건(헌제 시기)

### 조위
- 제갈서(255년 당시)
- 상시(常時, ? ~ 258년)